# الماتلين

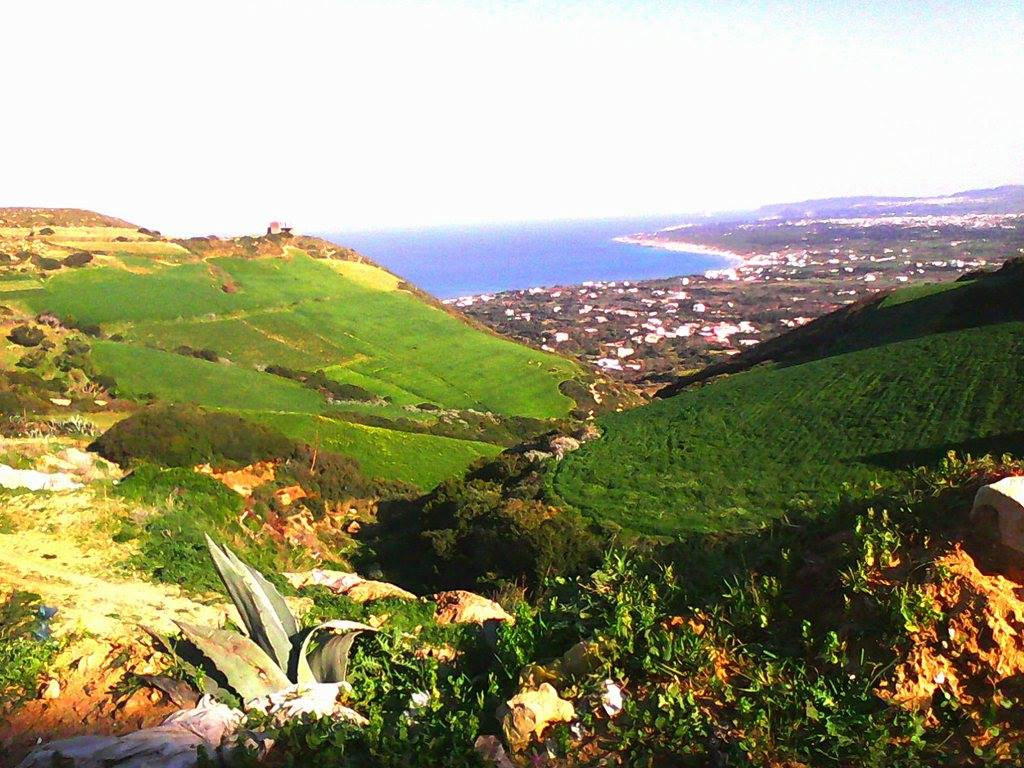
منظر لرأس زبيب من سيدي بوشوشة

المَاتِلِين مدينة ساحلية تونسية مصنفة كبلدية تنتمي إلى معتمدية رأس الجبل من ولاية بنزرت، في الشمال الشرقي التونسي، على بعد حوالي 60 كم شمال مدينة تونس وحوالي 30 كم شرقي مدينة بنزرت.
تمتد بلدية الماتلين على طول الشريط الساحلي للبحر المتوسط. و يحيط بها البحر من ثلاث جهات: شاطىء مرسى الواد وشاطئ السويسية وهي رملية ثم تليها شواطىء صخرية حيث الميناء القديم والجديد
ويمتد الشاطىء الصخري إلى نواحي الدمنة إلى حدود غابة الرمال بمنزل الجميل.
أنشئت بلدية الماتلين في 3 ماي 1967 ويبلغ عدد سكانها قرابة 15000 نسمة وهي تتضمن ثلاثة عمادات: الماتلين -والماتلين الغربية- والقرية .

## تاريخ الماتلين
هو تاريخ اسئلة متراكمة لم يقع البحث فيه بصفة جادة إلا من قلة من الباحثين، وحتى هؤلاء فإن جهودهم ارتكزت على فكرة رئيسية تمثلت في أن تاريخ هذه المدينة وهذا الاسم يعود إلى القرن السادس عشر ميلادي أي الفترة العثمانية وقدوم الجاليات الأندلسية المرحلة من إسبانيا واستقرارها في عديد المناطق التونسية (مثال قلعة الأندلس والعالية ورفراف وغار الملح وراس الجبل والماتلين..) فوقع الربط بين اصل التسمية وهؤلاء الوافدين من خلال مدن ربما كانوا يعيشون فيها تسمى بهذه التسمية فبين من يدعي أن افرادا من الجيش الانكشاري أو البحارة العثمانيين ولدوا في جزيرة يونانية تسمى (ميتليني)و تعرف الآن (لاس بوس) ومنهم المشاهير الاخوة بربروسا (خير الدين - عروج...)وكانت تسمي عندما احتلها الأتراك العثمانيون (ميدللي)، وبين من يرجح ان الجالية الأندلسية (الموريسكية) ربما قدم بعض افرادها من حصن يسمى بهذا الاسم (مكلين-متلين) .
و في هذا العصر الحديث أصبح من الممكن الاطلاع على عديد المعطيات التي تدل أن مثل هذه التسمية METLINE- MEDLINE متداول في الكثير من أنحاء العالم وبالإمكان إحصاء 5 مدن على الاقل بهذه التسمية «ماتلين» بكل من اليونان وألمانيا وإسبانيا وكولومبيا وتونس بينما نجد في الجزائر مدينة حالية تعرف ماتليلي وكانت توجد تاريخية قرية عرفت (ماتيلة).
يمكن القول أن أول بروز لتسمية الماتلين كان من خلال زيارة للقس الاسباني خيميناز سنة 1725 الذي تحدث عن القرية قائلا أنها من تجديد الأندلسيين وبنيت على خرائب قديمة وقد ذكر أنها تهد 200 منزل.
أما من الناحية التاريخية فيصنف المعهد الوطني للتراث هذه المنطقة كموقع أثري من خلال تواجد عدة مدن أثرية (كأوزاليس) العالية و(هيبودياريتوس)بنزرت و(كاسترا كورنيليا) قلعة الأندلس و(اوتيكا) أوتيك و(روسينونا) غار الملح والماتلين كوريثة لما عرف منذ العهود القرطاجية (تونيزا thinisa) .
بينما يشير الباحثون استنادا إلى عدة وثائق تاريخية للمؤرخين والجغرافيين أن المنطقة عرفت ببعض القصور(قصر الثنية) والمراسي (مرسى الوادي-مرسى بني وجاص) قبل أن تشتهر التسمية الحالية (الماتلين).
كما أن لوحة مكتشفة في باجة تمثل عددا من الآلهة القديمة تعود للقرن الرابع والثالث قبل الميلاد تدل دلالة واضحة على وجود آلهة تحمل نفس تسمية الماتلين وهي (ماتيلام-ماتيلان).